# Vicsek Eszter
Vicsek Eszter (Budapest, 1979. november 17.) magyar színésznő, szinkronszínész.

## Élete
1994-től 1998-ig a Szabó Ervin Gimnáziumba járt, ahol az érettségi vizsgát is letette. 2001 és 2004 között az ELTE Művelődésszervező szakán tanult.

## Családja
2006. augusztus 26-án Királyréten kötött házasságot férjével; két gyermekük született.

## Filmjei
- Kerek világ
- Cikász és a hallópálmák (1990) Moncsicsi
- Boldog ünnepeink (1991)
- Szomszédok (tv-sorozat, 1992)

## Szinkronszerepei
- Pokoli torony (1974)
- Rabbi a vadnyugaton (1979)
- Cápa 4. – A cápa bosszúja (1987)
- Három férfi és egy kis hölgy (1990)
- Kékharisnya, avagy szerelem első kékig (1990)
- Ovizsaru (1991)
- Jobb ma egy zsaru, mint holnap kettő (1991)
- Bébicsőszök klubja (1995)
- Napszekerek (1996)